# Roberto Rivellino
Roberto Rivellino (São Paulo, 1 januari 1946) is een voormalig Braziliaans profvoetballer en voetbaltrainer. Hij is de zoon van Italiaanse immigranten. Rivelino (zijn voetbalnaam had maar één L) stond als voetballer bekend om zijn harde schoten, vrije trappen van grote afstanden, zijn lange ballen en zijn enorme snor. Hij bedacht ook zijn eigen actie: de Elástico, tegenwoordig ook wel de flip-flap of aka genoemd en gekopieerd door onder anderen Ronaldinho en Zlatan Ibrahimović. Vaak wordt Rivelino een van de beste middenvelders die de wereld ooit heeft gekend genoemd. Ook vinden veel mensen hem de op drie na beste Braziliaanse voetballer aller tijden, na Pelé, Garrincha en Zico. Ten slotte is hij volgens veel voetbalexperts de beste speler in de geschiedenis van zijn clubs Corinthians en Fluminense.

## Clubcarrière
Rivelino begon zijn carrière als zaalvoetballer van Clube Atletico Indiano in São Paulo. Later vertrok hij bij deze club en ging hij veldvoetbal spelen voor Corinthians. Rivelino had pech, want hij kwam bij Corinthians terecht in een van de slechtste periodes in de geschiedenis van de club. Het staatskampioenschap van São Paulo won Rivelino nooit en na tien jaar werd hij door veel fans, die al die tijd hun hoop op hem gevestigd hadden, buitengesloten. Hierop besloot hij naar Fluminense te vertrekken. Met deze club won hij het staatskampioenschap van Rio de Janeiro in 1975 en 1976. Tegen het einde van de jaren zeventig ging hij zijn carrière afbouwen bij Al-Hilal in Saoedi-Arabië en in 1981 stopte hij met het spelen van professioneel voetbal.

## Interlandcarrière
Rivelino is een van de spelers die meer dan honderd interlands voor Brazilië hebben gespeeld. Ook stond hij tijdens het zeer succesvolle WK van 1970 bijna elke wedstrijd in de basisopstelling. Tijdens dit toernooi maakte hij drie goals, waaronder een memorabele vrije trap tegen Tsjecho-Slowakije. Verder speelde hij ook mee tijdens de WK's van 1974 en 1978, waar Brazilië respectievelijk vierde en derde eindigde.

## Erelijst
Corinthians
- Torneio Rio-São Paulo: 1966

 Fluminense
- Campeonato Carioca: 1975, 1976

 Al-Hilal
- Koningsbeker: 1980

 Brazilië
- Wereldkampioenschap voetbal: 1970

## Trivia
- Na zijn carrière als professioneel voetballer werkte Rivelino als commentator en als coach (van het Japanse Shimizu S-Pulse).
- In 1989 speelde hij mee tijdens de World Cup of Masters, een toernooi voor (oud) spelers boven de 35 jaar. Hij scoorde in de finale tegen Uruguay.
- Rivelino werd in 2004 door Pelé genoemd op de lijst van de 125 beste nog levende voetballers (de FIFA 100)
- Rivelino is de speler die mogelijk de snelste onofficiële goal ooit maakte. Hij scoorde direct vanaf de aftrap, toen hij zag dat de keeper op zijn knieën zat, omdat hij aan het bidden was voor de wedstrijd.